# Gisborne

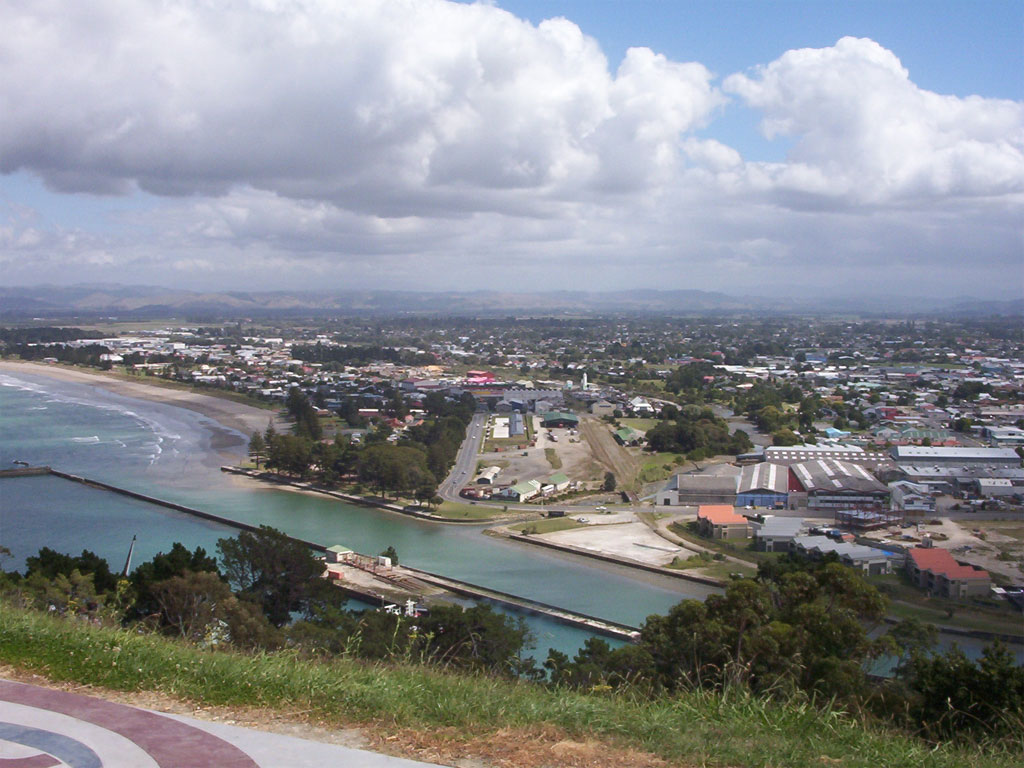
Vororte von Gisborne

Gisborne ist eine Stadt im Gisborne District im Nordosten der Nordinsel von Neuseeland. Sie ist Verwaltungssitz des Distrikts und der Region.

## Geographie
Gisborne ist die östlichste Stadt des Landes. Sie liegt rund 130 km nordöstlich von Napier am nördlichen Ende der Tūranganui-a-Kiwa / Poverty Bay direkt am Pazifischen Ozean. Durch die Stadt fließen der Taruheru River, der Waimata River und der Tūranganui River, weshalb die Stadt auch den Spitznamen „City of Rivers“ bekommen hat.

## Geschichte
In der Tradition der Māori soll der Halbgott Māui die gesamte Nordinsel Neuseelands aus dem Pazifischen Ozean gefischt haben. Das durch die gewaltige Landmasse der Insel gekenterte Kanu bildet heute den Mount Hikurangi, der als erstes „von den warmen Strahlen der aufgehenden Sonne geküsst wird“.
Die Bucht von Gisborne war der Ort, wo James Cook erstmals neuseeländischen Boden betrat. Auf Cooks erster Expedition war es der Schiffsjunge Nicholas Young, der am Nachmittag des 7. Oktober 1769 gegen 14:00 Uhr „Land in Sicht“ meldete. Am nächsten Tag ankerten sie in der Bucht, die Cook „Poverty Bay“ nannte und die in seinem Schiffslogbuch am 8. Oktober gegen 17:00 Uhr erstmals namentlich erwähnt wurde. Am 9. Oktober ging James Cook mit Teilen seiner Mannschaft östlich des Tūranganui River an Land und setzte damit einen historischen Meilenstein in der Geschichte Neuseelands.

## Bevölkerung
Zum Zensus des Jahres 2013 zählte das Stadtgebiet von Gisborne 29.271 Einwohner mit insgesamt 10.719 Haushalten.

## Infrastruktur

### Straßenverkehr
Der New Zealand State Highway 2 führt westlich an der Stadt vorbei. Von ihm zweigt der State Highway 35 ab und führt hingegen durch das Stadtzentrum und weiter an der Ostküste nach Norden.

### Schienenverkehr
Im Bahnhof von Gisborne endeten die Bahnstrecke Palmerston North–Gisborne und die Bahnstrecke Gisborne–Moutohora. Erstere existiert noch, wird aber seit Unwetterschäden 2012 zwischen Gisborne und Wairoa nicht mehr befahren. Die Bahnstrecke Gisborne–Moutohora, die ursprünglich auf Rotorua und Auckland zielte, kam über Moutohora nie hinaus und ist inzwischen abgebaut. Vom Bahnhof führt ein Gleis weiter in den Hafen von Gisborne.
Von 1911 bis 1916 existierte die Gisborne Borough Council’s Gentle Annie Metal Supply Tramway.

### Flugverkehr
Am westlichen Stadtrand liegt der Regionalflughafen von Gisborne (IATA-Code: GIS), von dem aus die wichtigsten Städte Neuseelands angeflogen werden. Neben einer asphaltierten Landebahn verfügt er über zwei zusätzliche Graspisten. Eine Besonderheit dieses Flughafens ist, dass seine Betonpiste von einer Eisenbahnlinie gekreuzt wird.

### Schiffsverkehr
Der Hafen von Gisborne ist relativ klein, es wird nur Holz verladen. Kreuzfahrtschiffe müssen in der Bucht ankern und ihre Passagiere mit Tenderbooten an Land bringen.

### Medien
Einzige täglich erscheinende Tageszeitung der Stadt ist der Gisborne Herald.

## Sehenswürdigkeiten
Im Südwesten der Bucht, von Gisborne aus gut zu erkennen, befinden sich die als „Young Nick’s Head“ bezeichneten Klippen und östlich des Stadtgebiets liegt der Kaiti Hill (auf Māori: Titirangi), ein Hügel, der sowohl Erholungsgebiet als auch Aussichtspunkt mit Blick auf das gesamte Umland einschließlich der Stadt Gisborne beliebt ist.

## Persönlichkeiten
- Te Kooti (1820–1891), Führer der Maori
- Doreen Lang (1915–1999), neuseeländisch-US-amerikanische Schauspielerin
- Richard White (1925–2012), Rugby-Union-Spieler
- Witi Ihimaera (* 1944), Schriftsteller
- Kiri Te Kanawa (* 1944), Opernsängerin
- Ian Kirkpatrick (* 1946), Rugby-Union-Spieler
- Margaret Moth (1951–2010), Fotojournalistin und Kamerafrau
- Vaughan F. R. Jones (1952–2020), Mathematiker
- Grant Bramwell (* 1961)
- Kelly Evernden (* 1962), Tennisspieler
- Tony Graham (* 1962), Radrennfahrer
- Donald Tamihere (* 1972), anglikanischer Bischof
- Shane Cameron (* 1977), Boxer
- Rico Gear (* 1978), Rugby-Union-Spieler
- Rory Fallon (* 1982), Fußballspieler
- Hosea Gear (* 1984), Rugby-Union-Spieler
- Haupai Puha (* 1985), Dartspieler
- Aron Baynes (* 1986), Basketballspieler
- Alicia Hoskin (* 2000), Kanutin

## Partnerschaft
Mit der spanischen Gemeinde Valverde del Majano in der Provinz Segovia (Kastilien-León) besteht seit 2010 eine Partnerschaft.